# Mercurius (Henk Tieman)
Mercurius of Hermes is een kunstwerk in Amsterdam Nieuw-West.
Het is een reliëf aangebracht op het in 1956 opgeleverde gebouw Burgemeester Röellstraat 40 te Amsterdam. Het reliëf bevindt zich echter aan de gevel van de Jacobus van Looystraat.
Kunstenaar Henk Tieman ontwierp hier voor kruideniersketen De Gruyter een beeltenis van God van de Handel Mercurius/Hermes te herkennen aan het gevleugelde schoeisel dat hij draagt en zijn staf. Het reliëf werd vervolgens gefabriceerd door aardewerkfabriek De Porceleyne Fles uit Delft (Tieman was van 1938 tot 1982 verbonden aan de fabriek). De naam van de ontwerper en de fabrikant zijn rechtsonder van het reliëf te lezen.

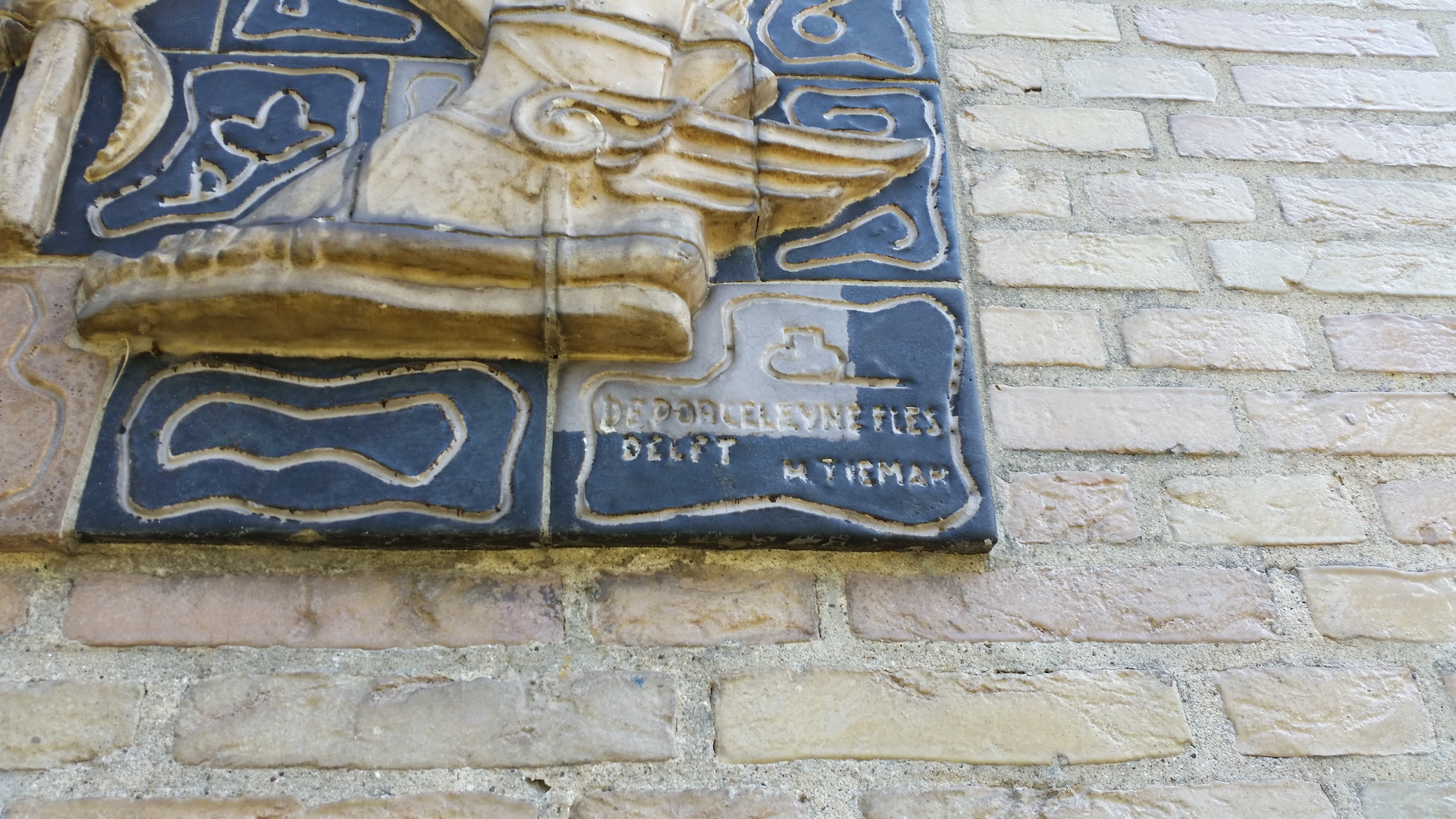
Handtekening (september 2018)